# 에바 루나
《에바 루나》(스페인어: Eva Luna)는 2010년 방영된 미국의 텔레노벨라이다.